# 锡夫里-库尔特里
锡夫里-库尔特里（法語：Sivry-Courtry，法語發音：[sivʁi kuʁtʁi] ⓘ）是法国塞纳-马恩省的一个市镇，属于默伦区。该市镇于1842年由原市镇锡夫里（Sivry）和库尔特里莱格朗日（Courtry-les-Granges）合并而成。

## 地理
锡夫里-库尔特里（48°31'41"N, 2°45'17"E）面积22.47 平方千米，位于法国法蘭西島大區塞纳-马恩省，该省份为法国北部内陆省份，北起瓦兹省，西接埃松省、马恩河谷省、塞纳-圣但尼省和瓦兹河谷省，南至卢瓦雷省，东南接约讷省，东临马恩省和奥布省，东北接埃纳省。
与锡夫里-库尔特里接壤的市镇（或旧市镇、城区）包括：布朗迪、拉沙佩勒戈捷、沙特雷特、布里地区勒沙泰勒、沙蒂永-拉博尔德、方丹港、曼西、穆瓦斯奈、沃勒佩尼勒。
锡夫里-库尔特里的时区为UTC+01:00、UTC+02:00（夏令时）。

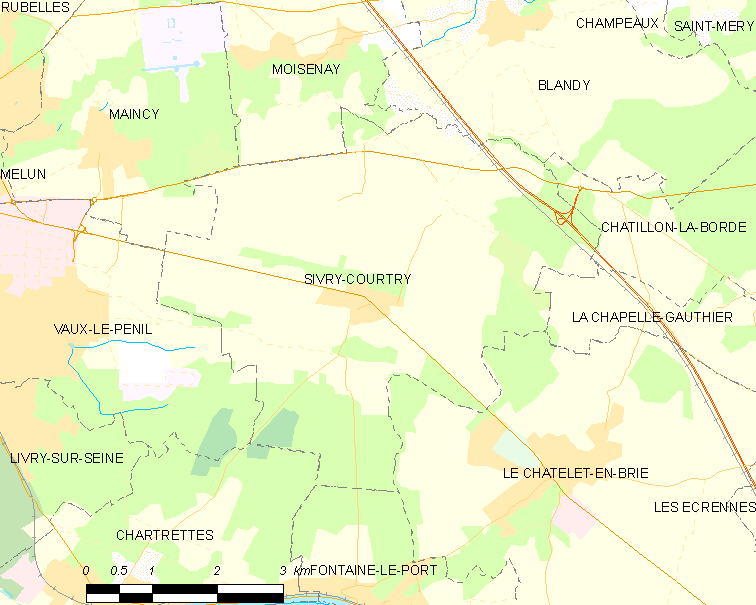
锡夫里-库尔特里的OSM定位图

## 行政
锡夫里-库尔特里的邮政编码为77115，INSEE市镇编码为77453。

## 政治
锡夫里-库尔特里所属的省级选区为楠日县。

## 人口

1962-2008年间锡夫里-库尔特里人口变化图示

锡夫里-库尔特里于2022年1月1日时的人口数量为1108人。